# Roumégoux (Tarn)
Roumégoux (okzitanisch Romegós) ist eine Commune déléguée in der französischen Gemeinde Terre-de-Bancalié mit 248 Einwohnern (Stand: 1. Januar 2022) im Département Tarn in der Region Okzitanien. Die Einwohner werden Roumegouzols genannt.
Die Gemeinde Roumégoux wurde am 1. Januar 2019 mit Saint-Lieux-Lafenasse, Ronel, Saint-Antonin-de-Lacalm, Terre-Clapier und Le Travet zur Commune nouvelle Terre-de-Bancalié zusammengeschlossen. Sie hat seither den Status einer Commune déléguée. Die Gemeinde Roumégoux gehörte zum Arrondissement Albi und war Teil des Kantons Le Haut Dadou.

## Geographie
Roumégoux liegt etwa neunzehn Kilometer südsüdöstlich von Albi. Umgeben wurde die Gemeinde Roumégoux von den Nachbargemeinden Fauch im Norden, Terre-Clapier im Nordosten, Le Travet im Osten und Nordosten Saint-Antonin-de-Lacalm im Süden und Osten, Saint-Lieux-Lafenasse im Süden und Südwesten sowie Ronel im Westen.

## Bevölkerungsentwicklung
| Jahr                      | 1962 | 1968 | 1975 | 1982 | 1990 | 1999 | 2006 | 2013 |
| Einwohner                 | 305  | 276  | 245  | 213  | 180  | 186  | 226  | 231  |
| Quelle: Cassini und INSEE |      |      |      |      |      |      |      |      |

## Sehenswürdigkeiten

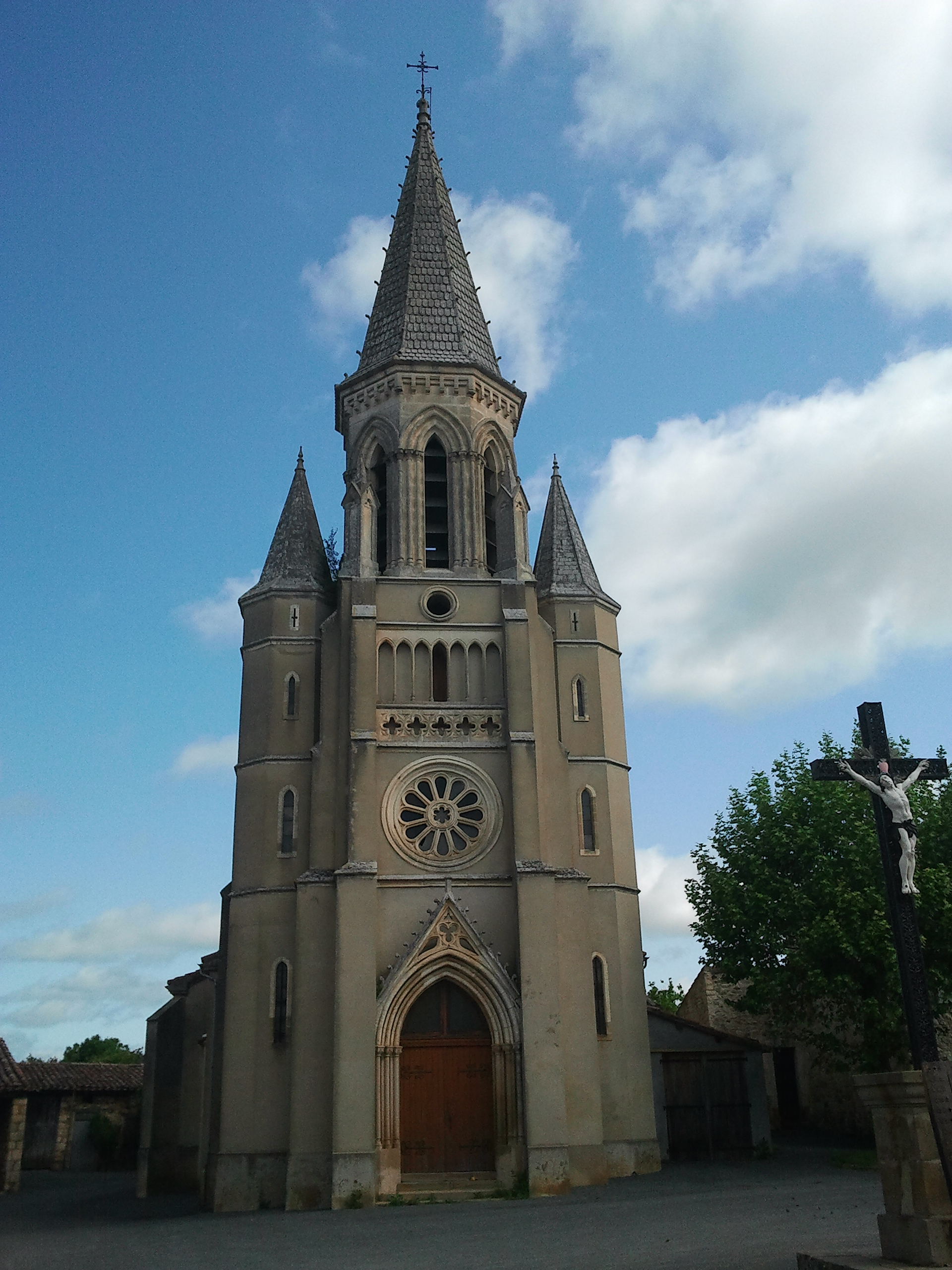
Kirche
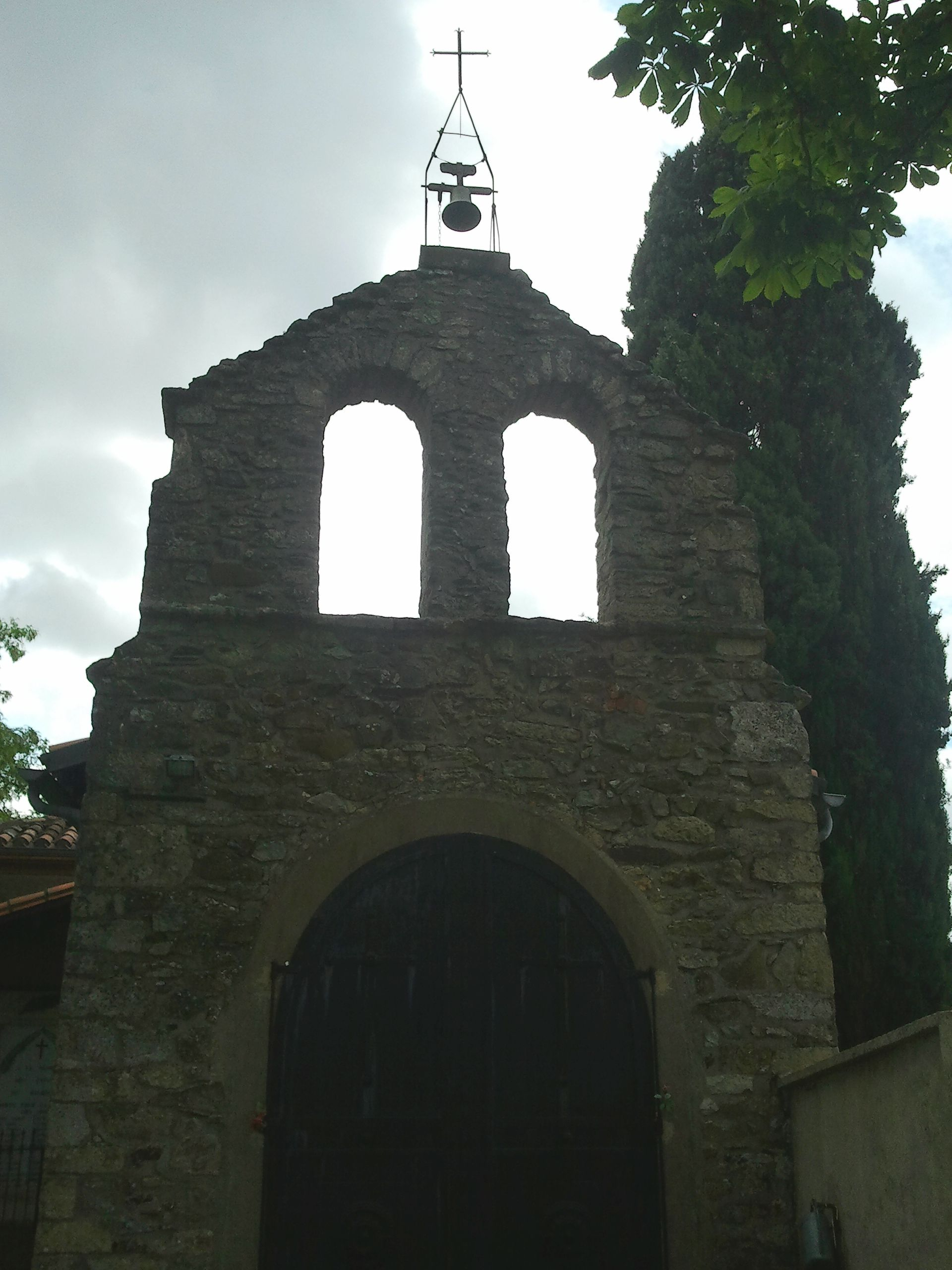
Kapelle Notre-Dame in La Brune

- Kirche
- Kapelle Notre-Dame